# André Pailler
André Louis Marie Pailler (Henvic, 18 novembre 1912 – Plougastel-Daoulas, 16 agosto 1994) è stato un arcivescovo cattolico francese.

## Biografia
Nasce ad Henvic il 18 novembre 1912, da una famiglia benestante molto devota. Dopo aver studiato presso il seminario della diocesi di Quimper, viene ordinato sacerdote il 22 luglio 1935 dall'allora vescovo di Quimper Adolphe-Yves-Marie Duparc.
Il 7 aprile 1960 diviene vescovo ausiliare di Rouen; il 19 maggio del 1964 diviene arcivescovo coadiutore e arcivescovo il 29 maggio del 1968.
Si dimette il 6 maggio 1981 per motivi di salute.
È il primo arcivescovo di Rouen che, in tempi moderni, non è stato elevato al rango cardinalizio.

## Genealogia episcopale
La genealogia episcopale è:
- Cardinale Scipione Rebiba
- Cardinale Giulio Antonio Santori
- Cardinale Girolamo Bernerio, O.P.
- Arcivescovo Galeazzo Sanvitale
- Cardinale Ludovico Ludovisi
- Cardinale Luigi Caetani
- Cardinale Ulderico Carpegna
- Cardinale Paluzzo Paluzzi Altieri degli Albertoni
- Papa Benedetto XIII
- Papa Benedetto XIV
- Papa Clemente XIII
- Cardinale Giovanni Francesco Albani
- Cardinale Carlo Rezzonico
- Cardinale Antonio Dugnani
- Arcivescovo Jean-Charles de Coucy
- Cardinale Gustave-Maximilien-Juste de Croÿ-Solre
- Vescovo Charles-Auguste-Marie-Joseph Forbin-Janson
- Cardinale François-Auguste-Ferdinand Donnet
- Vescovo Charles-Emile Freppel
- Cardinale Louis-Henri-Joseph Luçon
- Cardinale Charles-Henri-Joseph Binet
- Cardinale Maurice Feltin
- Cardinale Joseph-Marie-Eugène Martin
- Arcivescovo André Pailler